# Friidrott vid olympiska sommarspelen 1896
Vid olympiska sommarspelen 1896 avgjordes tolv grenar i friidrott. Den första gren som avgjordes var tresteg, vilket gjorde James Connolly (USA) till den förste segraren i moderna olympiska spel.

## Medaljfördelning
| Medaljfördelning |                |      |        |       |        |
| Placering        | Nation         | Guld | Silver | Brons | Totalt |
| 1                | USA            | 9    | 6      | 2     | 17     |
| 2                | Australien     | 2    | 0      | 0     | 2      |
| 3                | Grekland       | 1    | 3      | 6     | 10     |
| 4                | Ungern         | 0    | 1      | 2     | 3      |
| 5                | Frankrike      | 0    | 1      | 1     | 2      |
| 5                | Storbritannien | 0    | 1      | 1     | 2      |
| 7                | Tyskland       | 0    | 1      | 0     | 1      |

## Medaljörer

### Herrar
| Gren                       | Guld                      | Silver                                    | Brons                                                           |
| 100 meter Detaljer...      | Thomas Burke · USA        | Fritz Hoffmann · Tyskland                 | Francis Lane · USA Alojz Sokol · Ungern                         |
| 400 meter Detaljer...      | Thomas Burke · USA        | Herbert Jamison · USA                     | Charles Gmelin · Storbritannien                                 |
| 800 meter Detaljer...      | Edwin Flack · Australien  | Nándor Dáni · Ungern                      | Dimitrios Golemis · Grekland                                    |
| 1500 meter Detaljer...     | Edwin Flack · Australien  | Arthur Blake · USA                        | Albin Lermusiaux · Frankrike                                    |
| Maraton Detaljer...        | Spyridon Louis · Grekland | Kharilaos Vasilakos · Grekland            | Gyula Kellner · Ungern                                          |
| 110 meter häck Detaljer... | Thomas Curtis · USA       | Grantley Goulding · Storbritannien        | Ingen                                                           |
| Längdhopp Detaljer...      | Ellery Clark · USA        | Robert Garrett · USA                      | James Connolly · USA                                            |
| Tresteg Detaljer...        | James Connolly · USA      | Alexandre Tuffèri · Frankrike             | Ioannis Persakis · Grekland                                     |
| Höjdhopp Detaljer...       | Ellery Clark · USA        | James Connolly · USA Robert Garrett · USA | Ingen                                                           |
| Stavhopp Detaljer...       | Welles Hoyt · USA         | Albert Tyler · USA                        | Evangelos Damaskos · Grekland Ioannis Theodoropoulos · Grekland |
| Kulstötning Detaljer...    | Robert Garrett · USA      | Miltiades Gouskos · Grekland              | Georgios Papasideris · Grekland                                 |
| Diskuskastning Detaljer... | Robert Garrett · USA      | Panagiotis Paraskevopoulos · Grekland     | Sotirios Versis · Grekland                                      |

## Deltagande nationer
Totalt deltog 64 friidrottare från 10 länder vid de olympiska spelen 1896 i Aten.
| - Australien (1) - Chile (1) - Danmark (3) - Frankrike (6) - Grekland (29) - Storbritannien (5) - Sverige (1) - Tyskland (5) - Ungern (3) - USA (10) |

- Wikimedia Commons har media som rör Friidrott vid olympiska sommarspelen 1896.